# Eupterote invalida
Eupterote invalida är en fjärilsart som beskrevs av Butler. Eupterote invalida ingår i släktet Eupterote och familjen Eupterotidae. Inga underarter finns listade i Catalogue of Life.